# SN 1996av
SN 1996av – supernowa typu Ia odkryta 15 września 1996 roku w galaktyce A015354+0015. W momencie odkrycia miała maksymalną jasność 22,40m.